# Melting Pot
Melting Pot är ett musikalbum av Booker T. & the M.G.'s som lanserades januari 1971 på skivbolaget Stax Records. Skivan kom att bli den sista som gjordes med gruppens mest kända inkarnation. Den skiljer sig från flertalet av deras tidigare skivor i och med att ljudbilden är mer mörk, låtarna är längre och att alla spår var komponerade av gruppmedlemmarna själva. De brukade tidigare ha med åtminstone några instrumentala covers på varje album. Titelspåret från skivan "Melting Pot" släpptes i en nedkortad version som singel och nådde #45 på Billboard Hot 100 och #16 på R&B-listan.

## Låtlista
(alla låtar krediteras Jones/Cropper/Dunn/Jackson)
1. "Melting Pot" - 8:15
2. "Back Home" - 4:40
3. "Chicken Pox" - 3:26
4. "Fuquawi" - 3:40
5. "Kinda Easy Like" - 8:43
6. "Hi Ride" - 2:36
7. "L.A. Jazz Song" - 4:18
8. "Sunny Monday" - 4:35

## listplaceringar
- Billboard 200, USA: #43[1]
- Billboard R&B Albums: #2
- Billboard Jazz Albums: #5